# Gare de Conflans-Fin-d'Oise
Ne doit pas être confondu avec Gare de Conflans-Sainte-Honorine.
La gare de Conflans-Fin-d'Oise est une gare ferroviaire française de la ligne de Paris-Saint-Lazare à Mantes-Station par Conflans-Sainte-Honorine et de la ligne d'Achères à Pontoise, située dans la commune de Conflans-Sainte-Honorine (département des Yvelines).
C'est une gare SNCF desservie par les trains de la ligne A du RER et ceux du réseau Transilien Paris Saint-Lazare (lignes J et L). Elle se situe à 26,4 km de la gare de Paris-Saint-Lazare.

## Situation ferroviaire

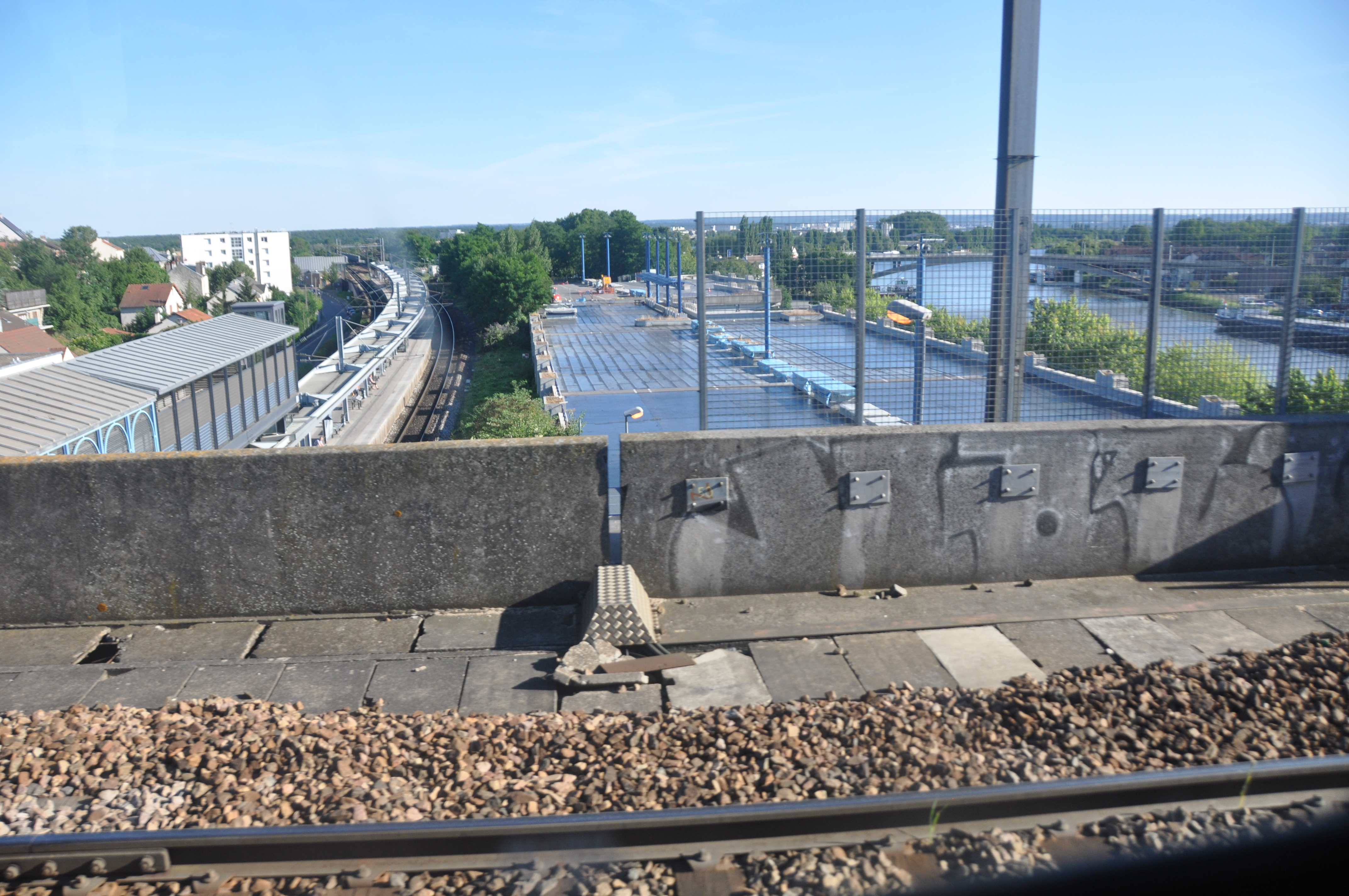
Vue vers le sud depuis le viaduc de Conflans. On aperçoit à gauche la gare basse, à droite l'Oise et au centre la ligne d’Achères à Pontoise.

La gare, établie à l'ouest de la commune à proximité du confluent de la Seine et de l'Oise, est composée d'une gare haute et d'une gare basse.
La gare haute se situe au point kilométrique 26,412 de la ligne de Paris-Saint-Lazare à Mantes-Station par Conflans-Sainte-Honorine. Elle constitue le septième point d'arrêt de la ligne après la gare de Conflans-Sainte-Honorine et précède la halte de Maurecourt.
La gare basse est au PK 25,744 de la ligne d'Achères à Pontoise, notamment empruntée par les trains de la ligne A du RER en direction de la ligne de Cergy, et par des trains de marchandises.

## Histoire
Malgré leur proximité géographique, les deux gares ont évolué indépendamment l'une de l'autre jusqu'en 1985.
Gare haute : Après l'ouverture en juin 1892 de la ligne entre Argenteuil et Mantes et de la gare de Conflans-Sainte-Honorine, les habitants de Fin-d'Oise, désireux d'obtenir une halte dans leur quartier, remirent une pétition à la municipalité. Sur les 20 000 francs de la participation financière demandée par la Compagnie des chemins de fer de l'Ouest, une somme de 1 200 francs fut donnée par la commune et le reste fut couvert par une souscription des habitants. La halte fut ouverte le 15 janvier 1894 sous le nom de Halte de Fin d'Oise et fut renommée Conflans Pont-Eiffel en 1929.
Gare basse : Une première gare dénommée Conflans-Andrésy fut ouverte le 15 octobre 1877 puis rebaptisée Conflans Fin d'Oise en 1891. Elle fut entièrement détruite par les bombardements alliés en mai-juin 1944 visant le pont Eiffel. Il a fallu attendre le 28 septembre 1985 pour que cette gare soit reconstruite au même emplacement.
À cette occasion, une passerelle reliant les deux gares, haute et basse, est réalisée et l'ensemble prend le nom de Conflans-Fin-d'Oise.
La gare haute de Conflans-Fin-d'Oise a été desservie par un aller-retour TGV Strasbourg-Le Havre depuis l'horaire d'hiver 2009-2010 jusqu'à l'horaire d'hiver 2010-2011.
Son nom provient du confluent (d'où Conflans) de la Seine et de l'Oise tout proche.

## Fréquentation
De 2015 à 2023, les estimations de la SNCF sont les suivantes : 
| Année         | 2015      | 2016      | 2017      | 2018      | 2019      | 2020      | 2021      | 2022      | 2023      |
| ------------- | --------- | --------- | --------- | --------- | --------- | --------- | --------- | --------- | --------- |
| Fréquentation | 5 483 634 | 5 490 456 | 5 463 185 | 5 328 451 | 5 226 077 | 2 651 640 | 4 552 551 | 6 673 880 | 6 697 282 |

## Services aux voyageurs

### Accueil
Les quais du Transilien reliant Paris-Saint-Lazare à Mantes-la-Jolie sont situés en hauteur et orientés est-ouest, tandis que le quai central d'une longueur de 225 m de la ligne A du RER et du Transilien allant vers la gare de Marne-la-Vallée - Chessy (et Paris-Saint-Lazare en semaine) et celle de Cergy-le-Haut est en contrebas et orienté nord-sud. La gare haute se situe à 26,4 km de la gare de Paris-Saint-Lazare.

### Desserte

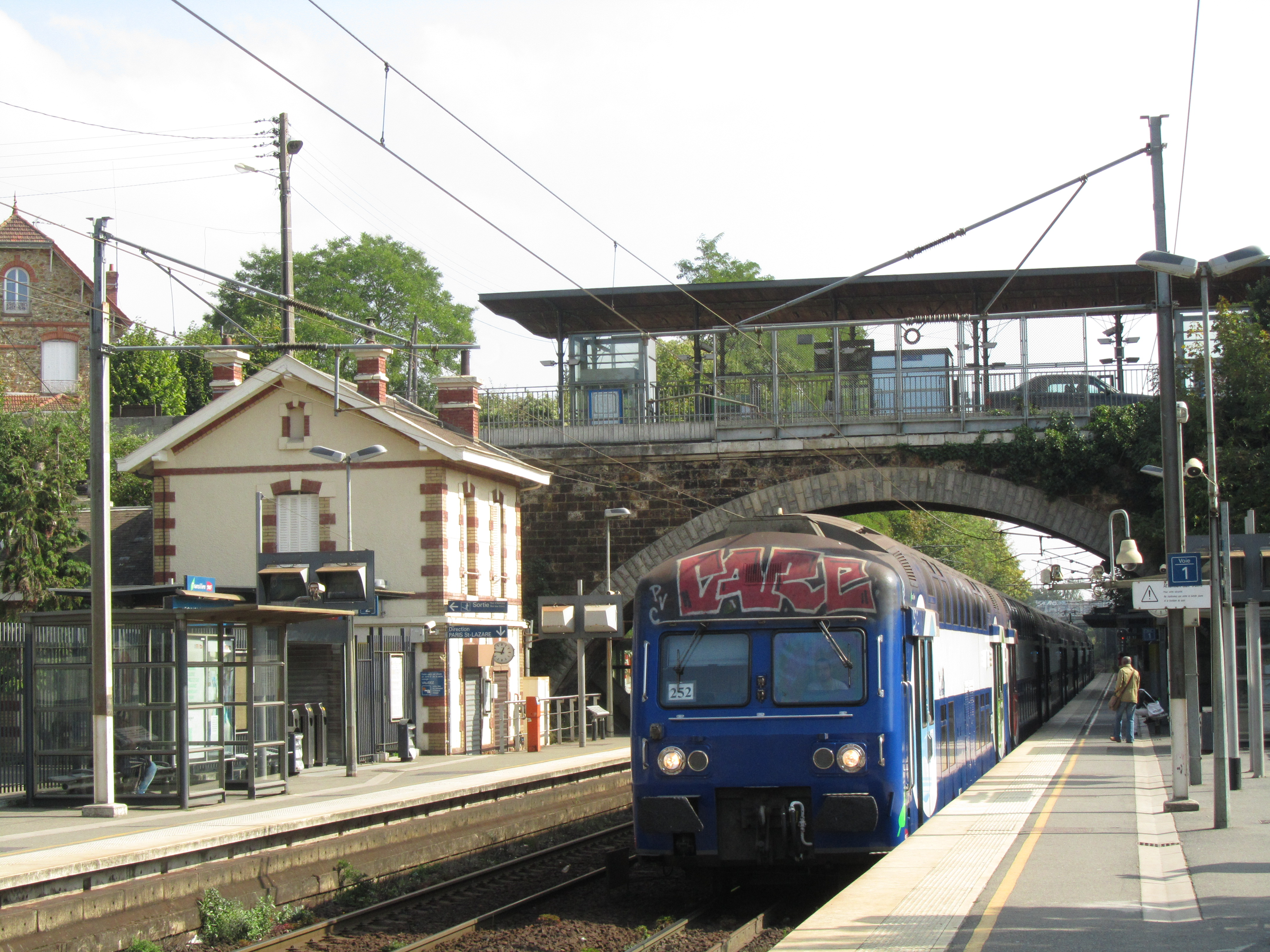
Une rame Transilien Paris-Mantes à la gare haute.

Conflans-Fin-d'Oise est desservie par les trains de la ligne A du RER parcourant la branche A3 de Cergy-le-Haut et par les trains du réseau Transilien Paris Saint-Lazare, reliant les destinations de Cergy-le-Haut (en semaine) et de Mantes-la-Jolie.
Elle est desservie à raison :

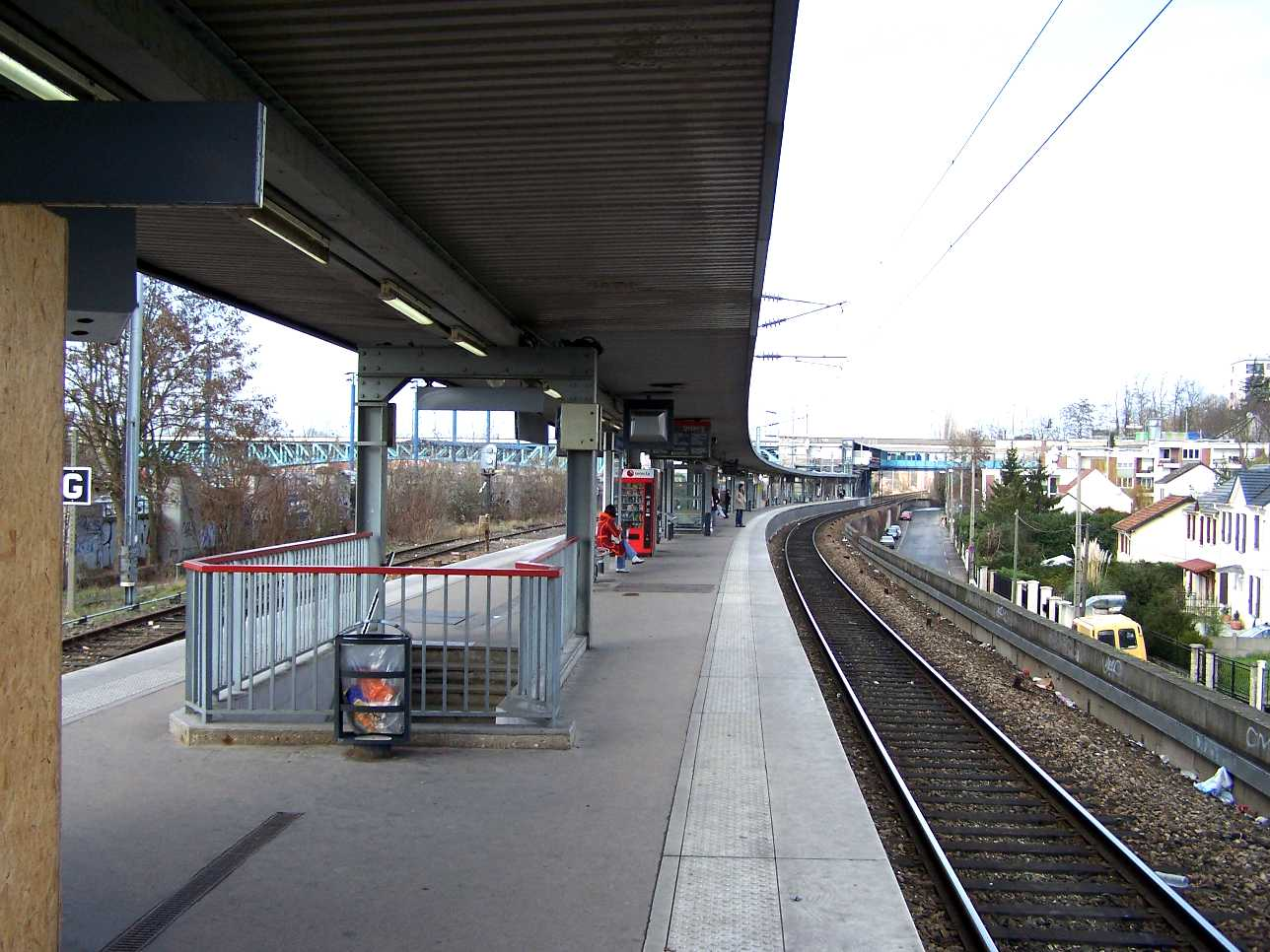
Le quai de la gare basse.

- d'un train toutes les 20 minutes le samedi et le dimanche, toutes les 10 minutes en heures creuses, toutes les 11 à 12 minutes aux heures de pointe et toutes les 30 minutes tous les jours en soirée, sur la ligne A du RER ;
- d'un train toutes les 20 minutes aux heures de pointe sur la ligne J du réseau Transilien Paris Saint-Lazare, puis toutes les 30 minutes en heures creuses, en soirée et le week-end ;
- d'un train toutes les 11 à 12 minutes aux heures de pointe et toutes les heures aux heures creuses, uniquement en semaine sur la ligne L du réseau Transilien Paris Saint-Lazare.

Seul le RER A dessert la gare basse le week-end et en soirée. Les trains de la ligne L desservent aussi la gare, mais seulement en semaine.
Depuis le 10 décembre 2017, la gare de Conflans-Fin-d'Oise est moins desservie avec un train de la ligne A toutes les 11 à 12 minutes au lieu de 10 auparavant.

### Intermodalité
La gare est desservie par les lignes 19, 20, 40, 59, 72 et 74 du réseau de bus de Poissy - Les Mureaux, par les lignes1227, 1234, 1237 et 1257 du réseau de bus Cergy-Pontoise Confluence et, la nuit, par les lignes N152 et N155 du réseau Noctilien.

## Galerie de photographies

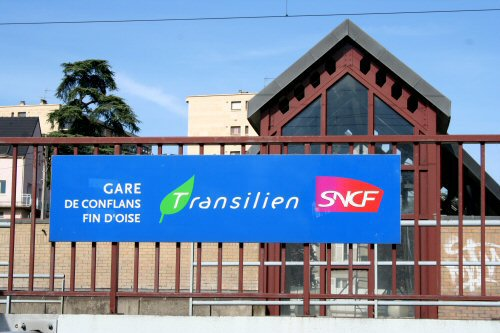
Panneau Transilien portant le nom de la gare.
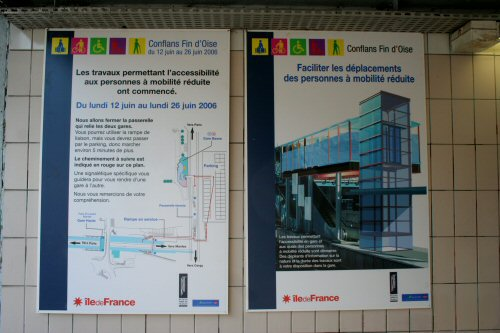
Affiche sur les travaux d'accessibilité en gare.
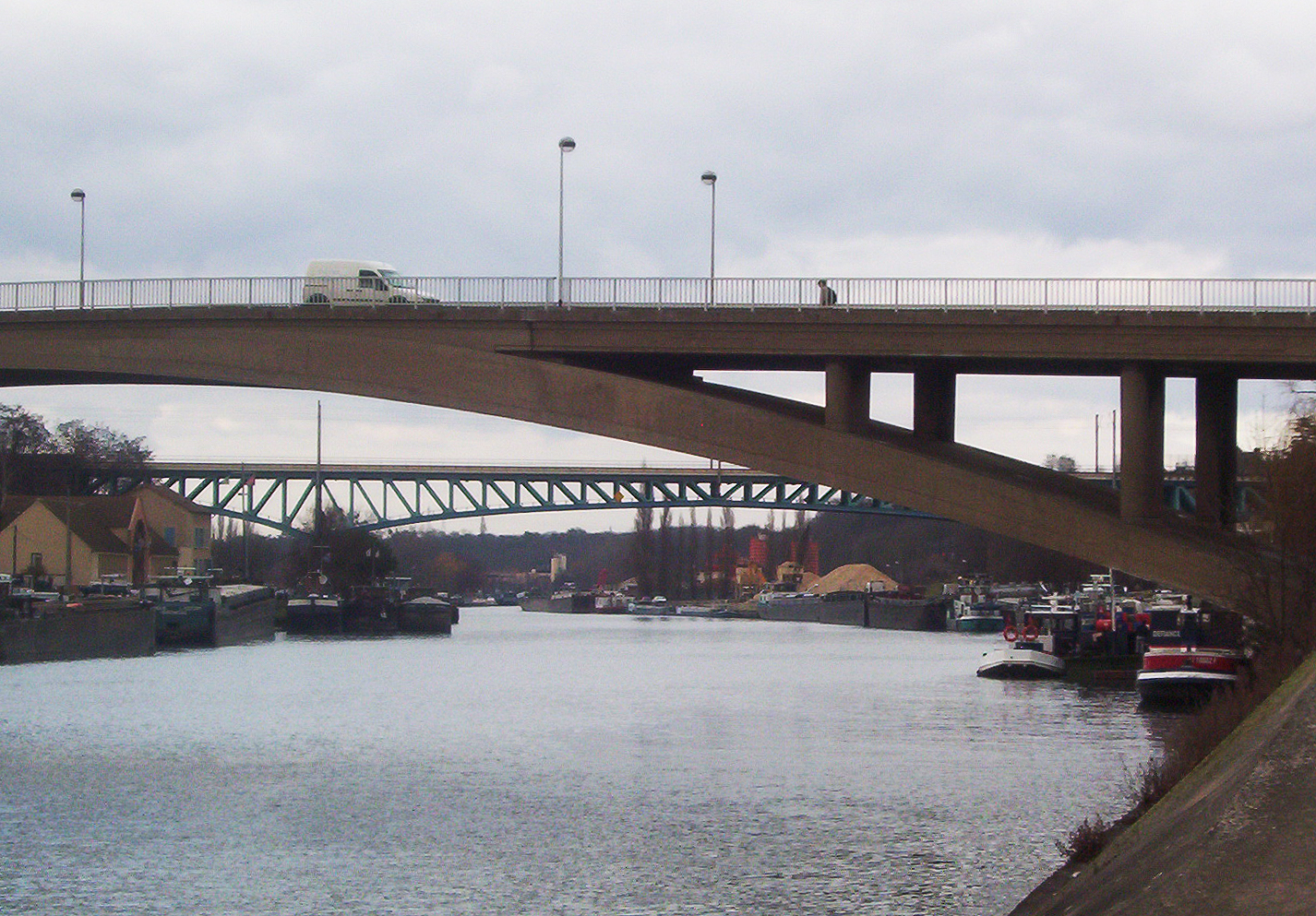
Ponts sur l'Oise, routier au premier plan et ferroviaire au second plan, ce dernier sur la ligne de Paris à Mantes par Conflans-Sainte-Honorine.
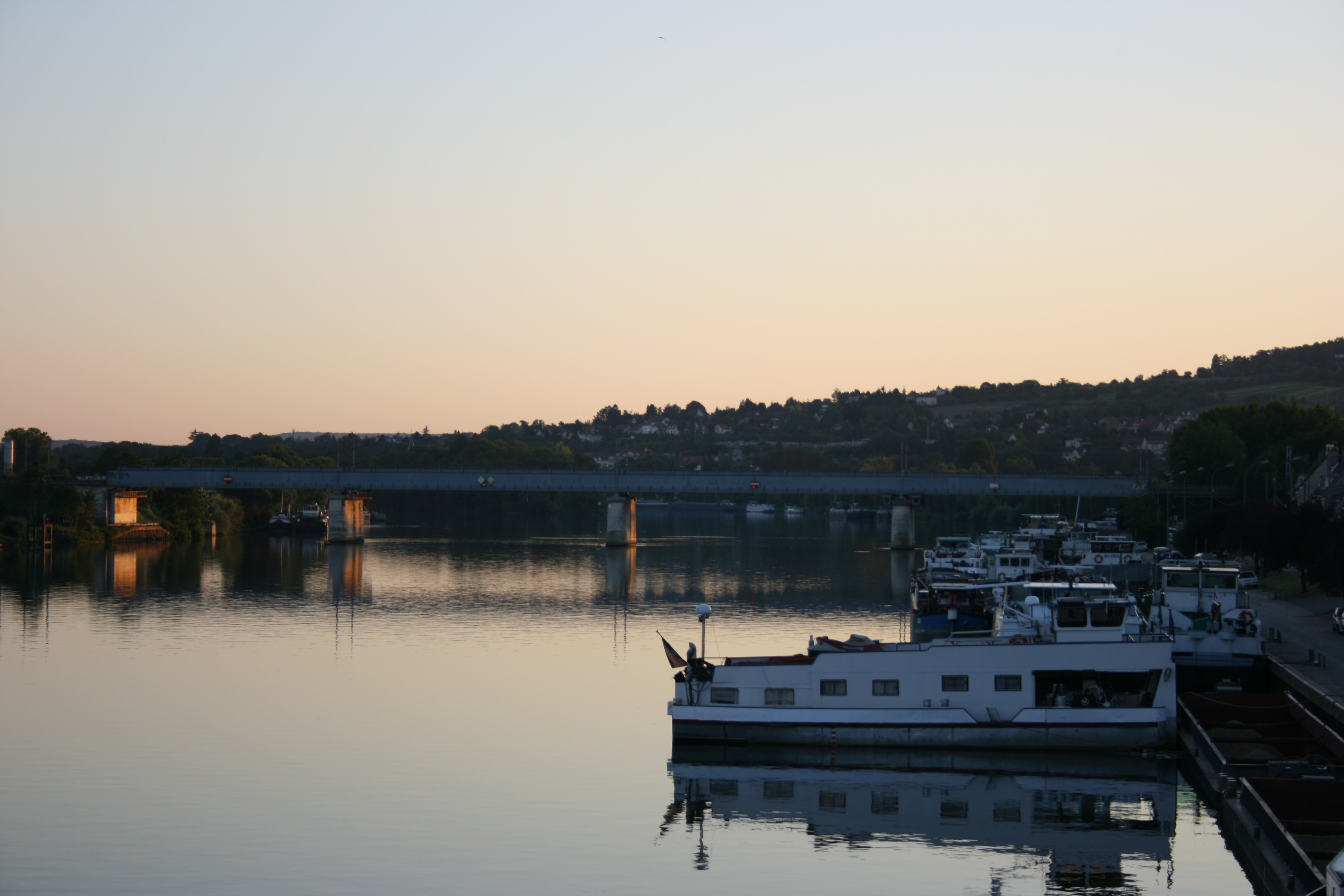
Le pont ferroviaire de la ligne d'Achères à Pontoise, empruntée par les trains du RER A. Le cours d'eau est la Seine.
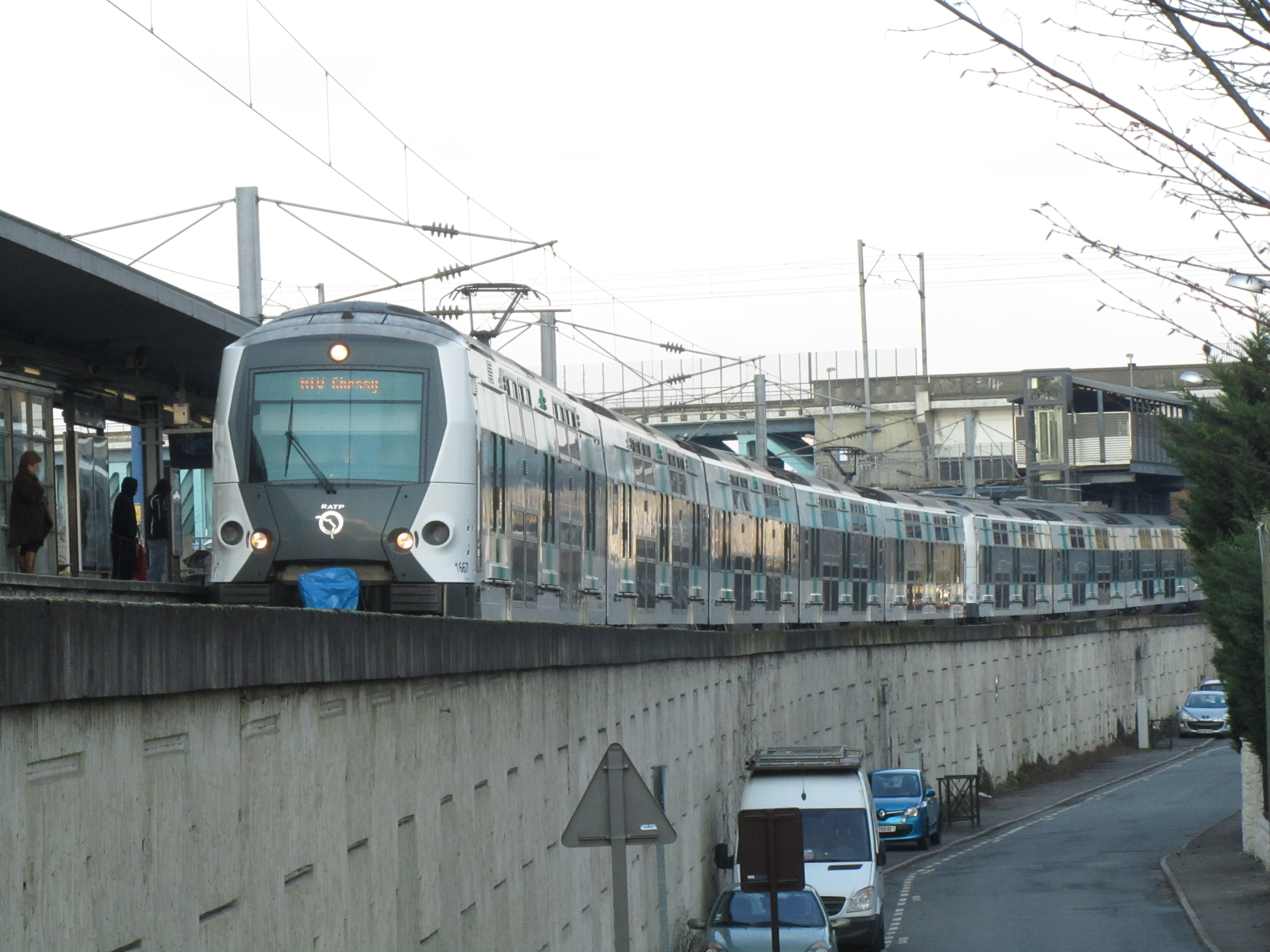
Rame MI 09 du RER A à la gare basse.
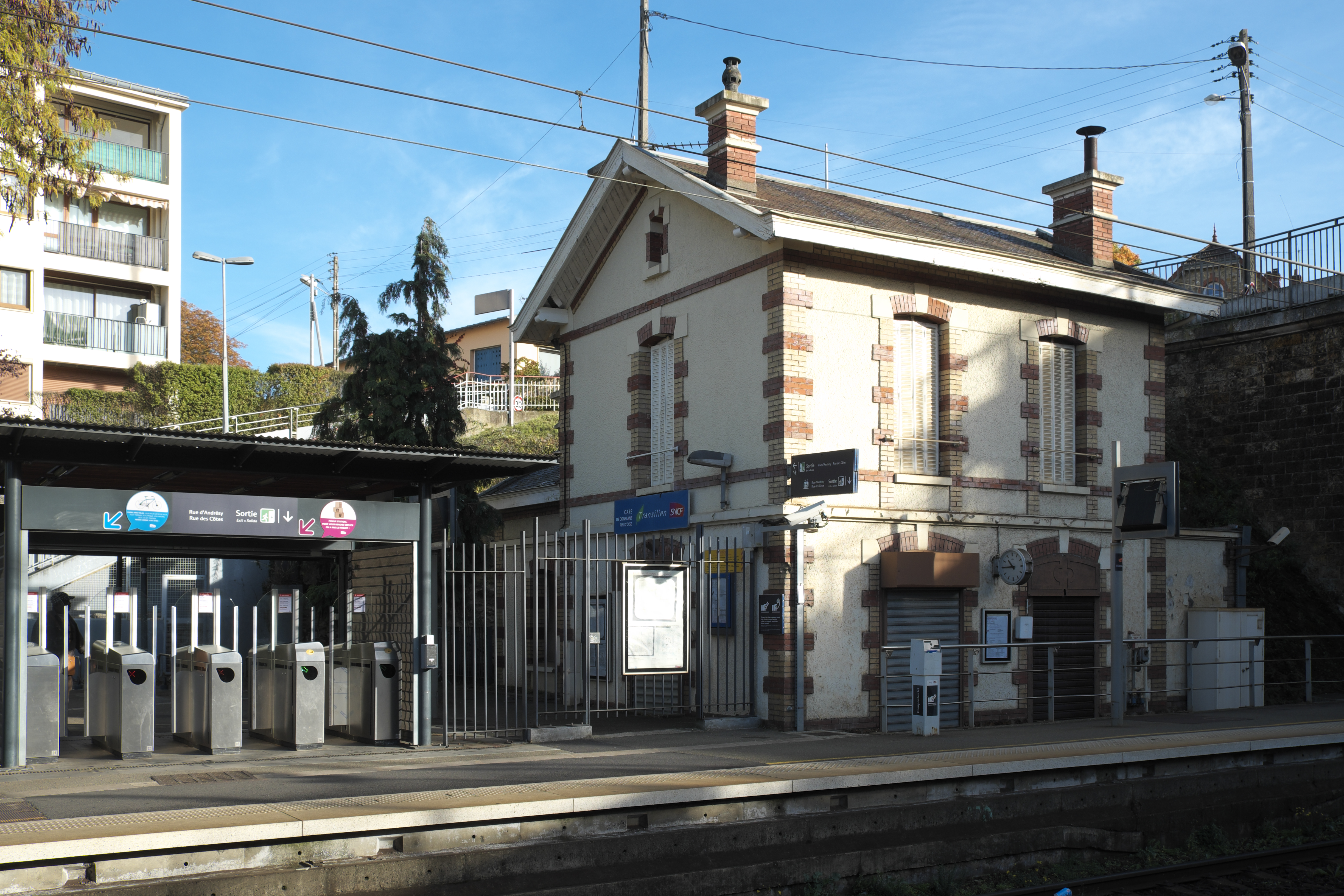
Bâtiment voyageurs de la gare haute, vue côté quais.